# Atlasacris
Atlasacris Rehn, 1914 è un genere di insetti ortotteri della famiglia Tettigoniidae.

## Distribuzione e habitat
Il genere è diffuso in Uganda, Kenya, Tanzania, Repubblica Democratica del Congo e Burundi.

## Tassonomia
Il genere comprende le seguenti specie:
- Atlasacris brevipennis Massa, 2015
- Atlasacris peculiaris Rehn, 1914